# 276 v.Chr.

De veldtochten van Pyrrhus

Het jaar 276 v.Chr. is een jaartal in de 3e eeuw v.Chr. volgens de christelijke jaartelling.

## Gebeurtenissen

### Italië
- Pyrrhus van Epirus verovert Panormos (Palermo) op Sicilië.
- De Romeinen belegeren Tarentum en dwingen de Tarentijnen tot overgave.
- Pyrrhus van Epirus wordt uitgeroepen tot koning van Sicilië en steekt naar Italië over om de Tarentijnen te ontzetten.
- In Magna Graecia plundert Pyrrhus van Epirus de tempelschat van Locri.

### Klein-Azië
- Antiochus I Soter verslaat de Galaten in de slag der Olifanten, en krijgt hierom de bijnaam Soter (redder).
- De Galaten vestigen zich in Centraal-Anatolië en stichten Galatië.

## Geboren
- Eratosthenes (~276 v.Chr. - ~194 v.Chr.), Grieks astronoom en wiskundige